# Gert Roepstorff

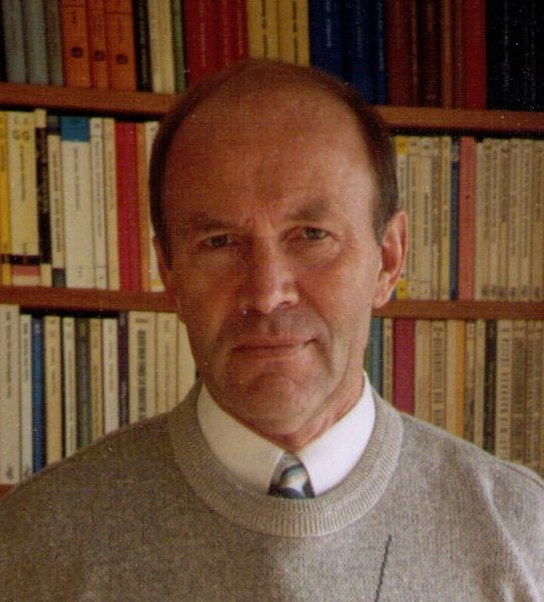
Der Physiker Gert Roepstorff (* 1937)

Gert Emil Friedrich Roepstorff (* 28. März 1937 in Hamburg) ist ein deutscher Physiker und emeritierter Professor für Theoretische Physik an der RWTH Aachen.

## Leben
Roepstorff studierte Physik an der Universität Hamburg, wurde während seines Studiums als Stipendiat in die Studienstiftung des deutschen Volkes aufgenommen und promovierte 1964 bei Gustav Kramer (Teilchen mit Spin in der axiomatischen Quantenfeldtheorie). Von 1964 bis 1966 war er am Massachusetts Institute of Technology in Cambridge (Massachusetts) sowie am Argonne National Laboratory. 1967 kehrte er an die Universität Hamburg zurück, wo er sich 1971 habilitierte. 1972 wurde er wissenschaftlicher Rat und Professor für Physik in Hamburg und erhielt 1974 einen Ruf an die RWTH Aachen. Mehrere Forschungsaufenthalte führten ihn an das Technion (Israel Institute of Technology) in Haifa, Israel. In den Jahren 1980/81 und 1986/87 war er Visiting Member am Institute for Advanced Study in Princeton, USA. 2002 wurde er emeritiert.
Roepstorffs Interessen galten der mathematischen Physik, der Quantenfeldtheorie, der statistischen Physik, der Theorie der dynamischen Systeme sowie der Elementarteilchenphysik. Wesentliche Forschungsfelder waren das Infrarotproblem in der QED, Ungleichungen in der Quantenstatistik, KMS-Theorie und das Bose-Gas, Ferromagnetismus in Spin-Glas-Modellen, Langzeitverhalten, Relaxationszeiten und seltsame Attraktoren in dynamischen Systemen, Liapunov-Exponenten, spezielle Pfadintegrale, spontane Symmetriebrechung, quantendynamische Entropie, lokale Anomalien in der QFT, Superzusammenhänge (im Sinne von D. Quillen) und das Higgs-Feld im Standardmodell der Teilchenphysik.
Zuletzt beschäftigte er sich mit GUT-Theorien, die auf supersymmetrischen Verallgemeinerungen von Faserbündeln (mit unitärer Eichgruppe) der Differentialgeometrie aufbauen (wobei das Higgsfeld Folge einer nicht verschwindenden skalaren Krümmung ist).

## Schriften
- Pfadintegrale in der Quantenphysik, Vieweg 1991, 1997
- Path Integral Approach to Quantum Physics – An Introduction, Springer 1994, 1996

## Verweise
1. ↑  Roepstorff Superconnections and the Higgs field, J.Math.Phys. Bd.40,1999, S.2698, Superconnections: an interpretation of the standard model 1999, Superconnections and Matter 2000

| Personendaten    | Personendaten                                        |
| ---------------- | ---------------------------------------------------- |
| NAME             | Roepstorff, Gert                                     |
| ALTERNATIVNAMEN  | Roepstorff, Gert Emil Friedrich (vollständiger Name) |
| KURZBESCHREIBUNG | deutscher theoretischer Physiker                     |
| GEBURTSDATUM     | 28. März 1937                                        |
| GEBURTSORT       | Hamburg                                              |